# Línia D del RER de l'Illa de França
La línia D de l'RER, més sovint anomenada simplement RER D, és una línia de la réseau express régional d'Île-de-France que enllaça una gran part de la regió de l'Illa de França de nord-sud. Enllaça Orry-la-Ville (ramal D1) et Creil (ramal D3) al nord a Melun (ramal D2) et Malesherbes (ramal D4) al sud, passant pel cor de París.
Oberta per etapes de 1987 a 1996, és la primera línia de RER per la seva longitud amb Plantilla:Unité i és la línia de SNCF d'Illa de França més freqüentada amb fins a 550.000 viatgers i 440 trens per dia feiner. La quasi totalitat de la línia se situa a Illa de França. No posseeix més de tres estacions a París intramurs, Gare de Lyon, Châtelet - Les Halles i Gare du Nord.